# Ophiactis
Genre
Ophiactis est un genre d'ophiures filtreuses de la famille des Ophiactidae.

## Description et caractéristiques

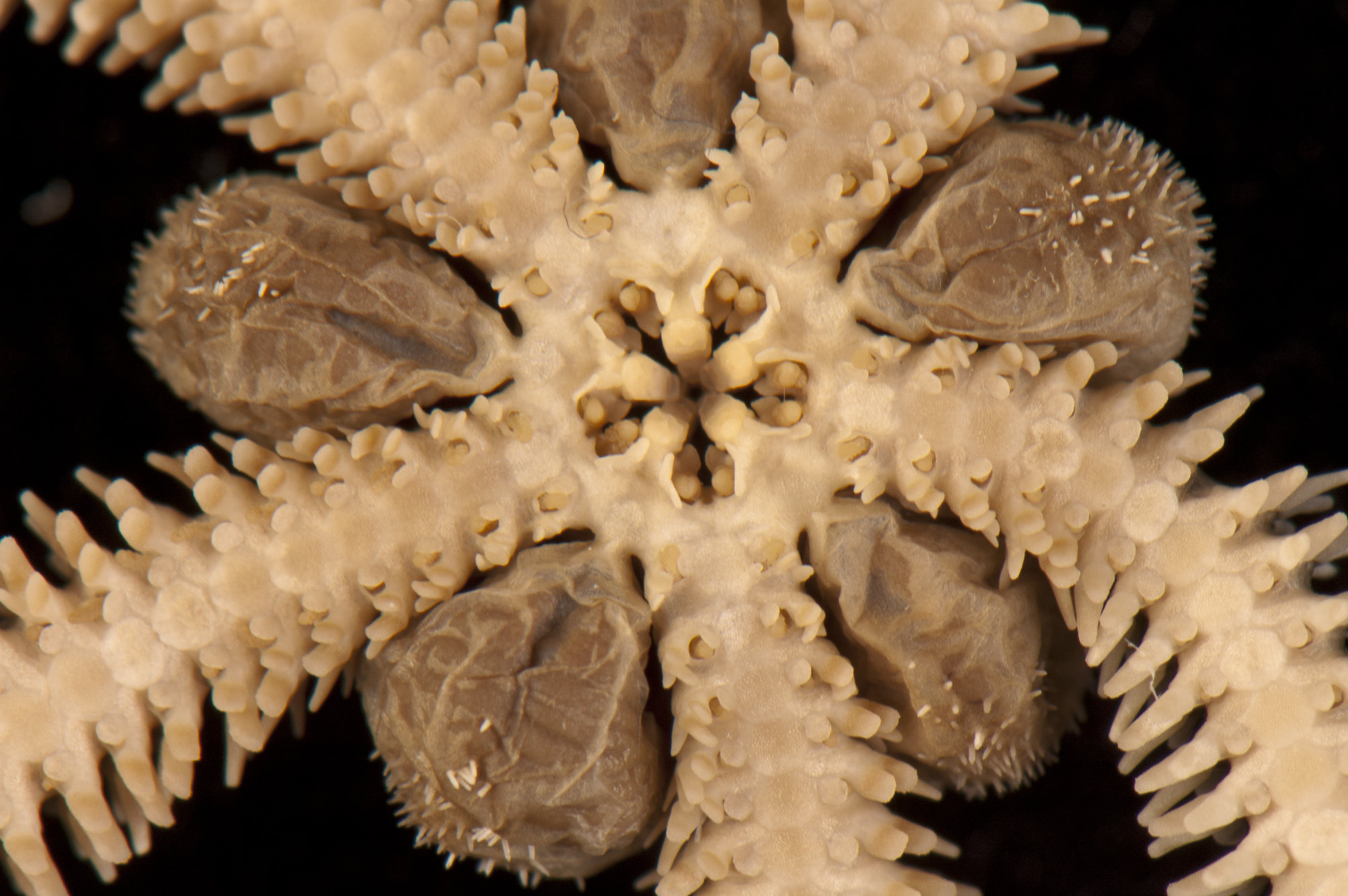
Ophiactis resiliens (face orale)

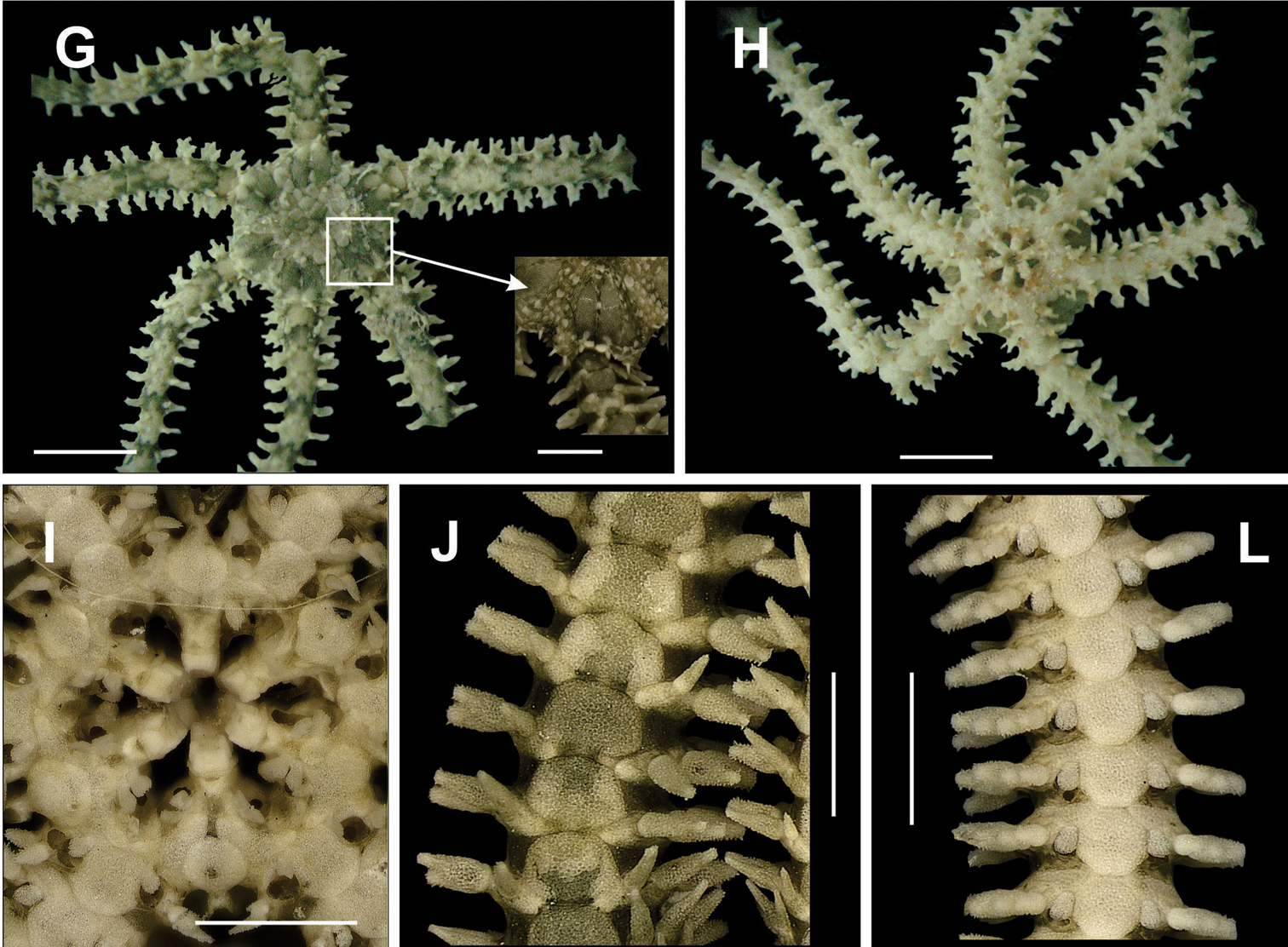
Ophiactis savignyi (détails)

Ce sont des ophiures filtreuses, caractérisées notamment par une unique papille orale rectangulaire à la pointe de chaque mâchoire.

## Liste des genres
Selon World Register of Marine Species (10 novembre 2014) :
- Ophiactis abyssicola (M. Sars, 1861)
- Ophiactis affinis Duncan, 1879
- Ophiactis algicola H.L. Clark, 1933
- Ophiactis amator Koehler, 1922
- Ophiactis applegatei Martin-Medrano, Thuy & Garcia-Barrera, 2009 †
- Ophiactis asperula (Philippi, 1858)
- Ophiactis balli (W. Thompson, 1840)
- Ophiactis brachyaspis H.L. Clark, 1911
- Ophiactis brachygenys H.L. Clark, 1911
- Ophiactis brachyura Döderlein, 1898
- Ophiactis brasiliensis Manso, 1988
- Ophiactis brevis H.L. Clark, 1938
- Ophiactis canotia Lyman, 1879
- Ophiactis carnea Ljungman, 1867
- Ophiactis crosnieri Cherbonnier & Guille, 1978
- Ophiactis definita Koehler, 1922
- Ophiactis delagoa J.B. Balinsky, 1957
- Ophiactis dyscrita H.L. Clark, 1911
- Ophiactis elegans
- Ophiactis flexuosa Lyman, 1879
- Ophiactis fuscolineata H.L. Clark, 1938
- Ophiactis gymnochora H.L. Clark, 1911
- Ophiactis hemiteles H.L. Clark, 1915
- Ophiactis hexacantha H.L. Clark, 1939
- Ophiactis hirta Lyman, 1879
- Ophiactis kroeyeri Lütken, 1856
- Ophiactis lethe A.H. Clark, 1949
- Ophiactis ljungmani Marktanner-Turneretscher, 1887
- Ophiactis longispina
- Ophiactis loricata Lyman, 1869
- Ophiactis luetkeni Marktanner-Turneretscher, 1887
- Ophiactis luteomaculata H.L. Clark, 1915
- Ophiactis lymani Ljungman, 1872
- Ophiactis macrolepidota Marktanner-Turneretscher, 1887
- Ophiactis modesta Brock, 1888
- Ophiactis muelleri Lütken, 1856
- Ophiactis nama Lyman, 1879
- Ophiactis nidarosiensis Mortensen, 1920
- Ophiactis notabilis H.L. Clark, 1939
- Ophiactis perplexa Koehler, 1897
- Ophiactis picteti (de Loriol, 1893)
- Ophiactis plana Lyman, 1869
- Ophiactis profundi Lütken & Mortensen, 1899
- Ophiactis quadrispina H.L. Clark, 1915
- Ophiactis quinqueradia Ljungman, 1872
- Ophiactis resiliens Lyman, 1879
- Ophiactis rubropoda Singletary, 1973
- Ophiactis savignyi (Müller & Troschel, 1842)
- Ophiactis seminuda Mortensen, 1936
- Ophiactis simplex (LeConte, 1851)
- Ophiactis spinulifera H.L. Clark, 1939
- Ophiactis squamata Clark, 1909
- Ophiactis sulcata Kutscher & Jagt, 2000 †
- Ophiactis tricolor H.L. Clark, 1928
- Ophiactis tyleri Stöhr & Segonzac, 2005
- Ophiactis virens (M. Sars, 1857)

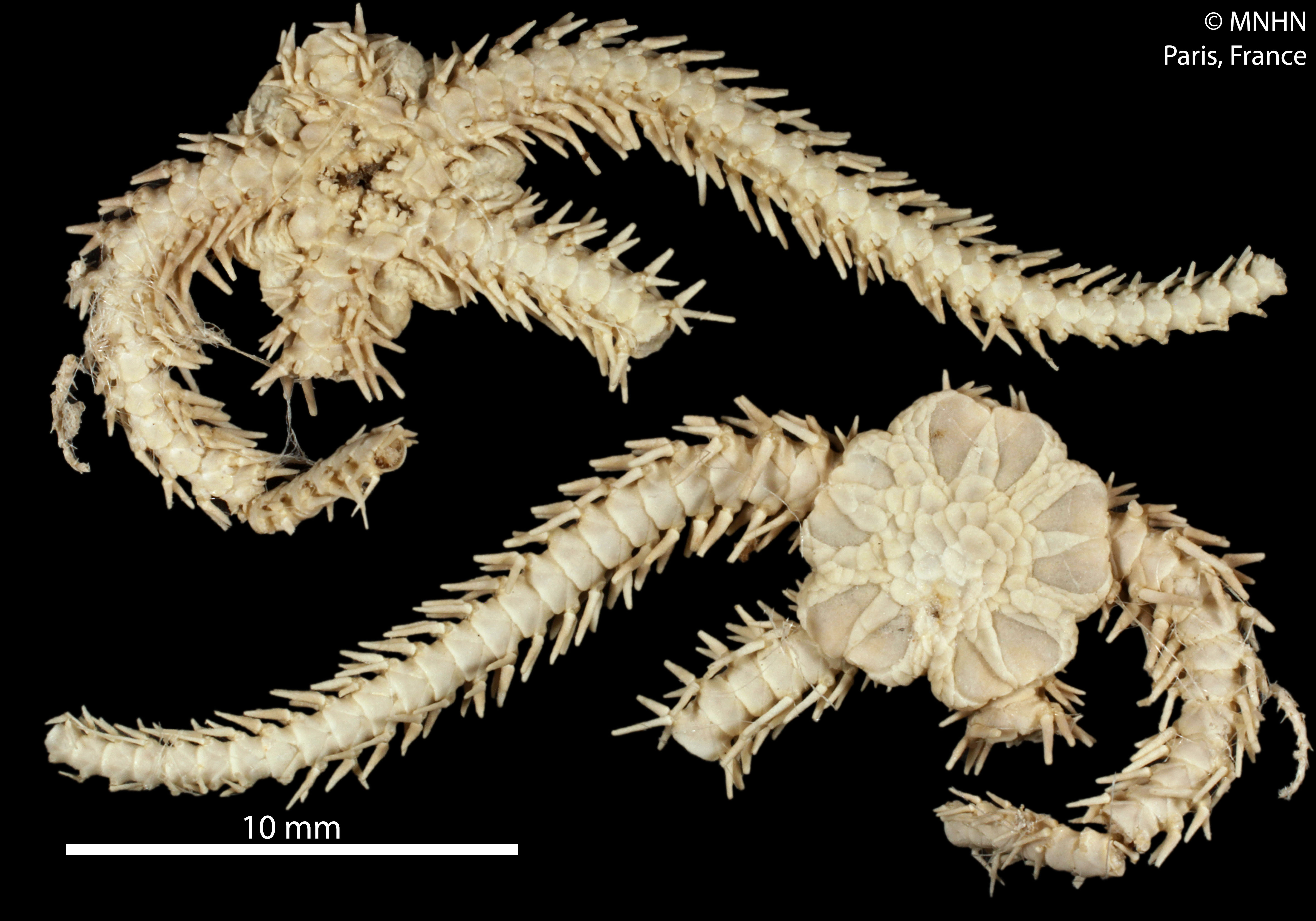
Ophiactis abyssicola
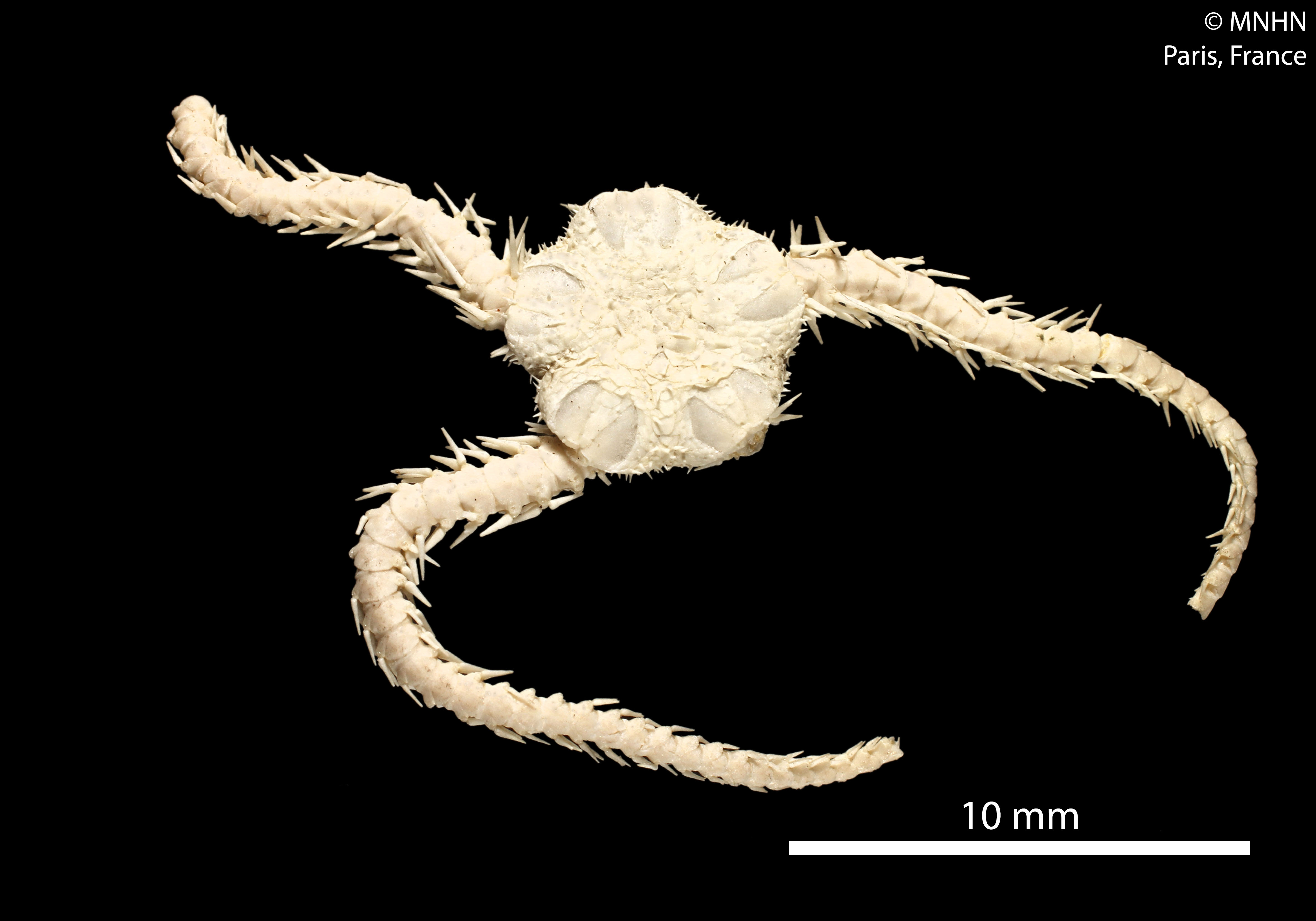
Ophiactis amator
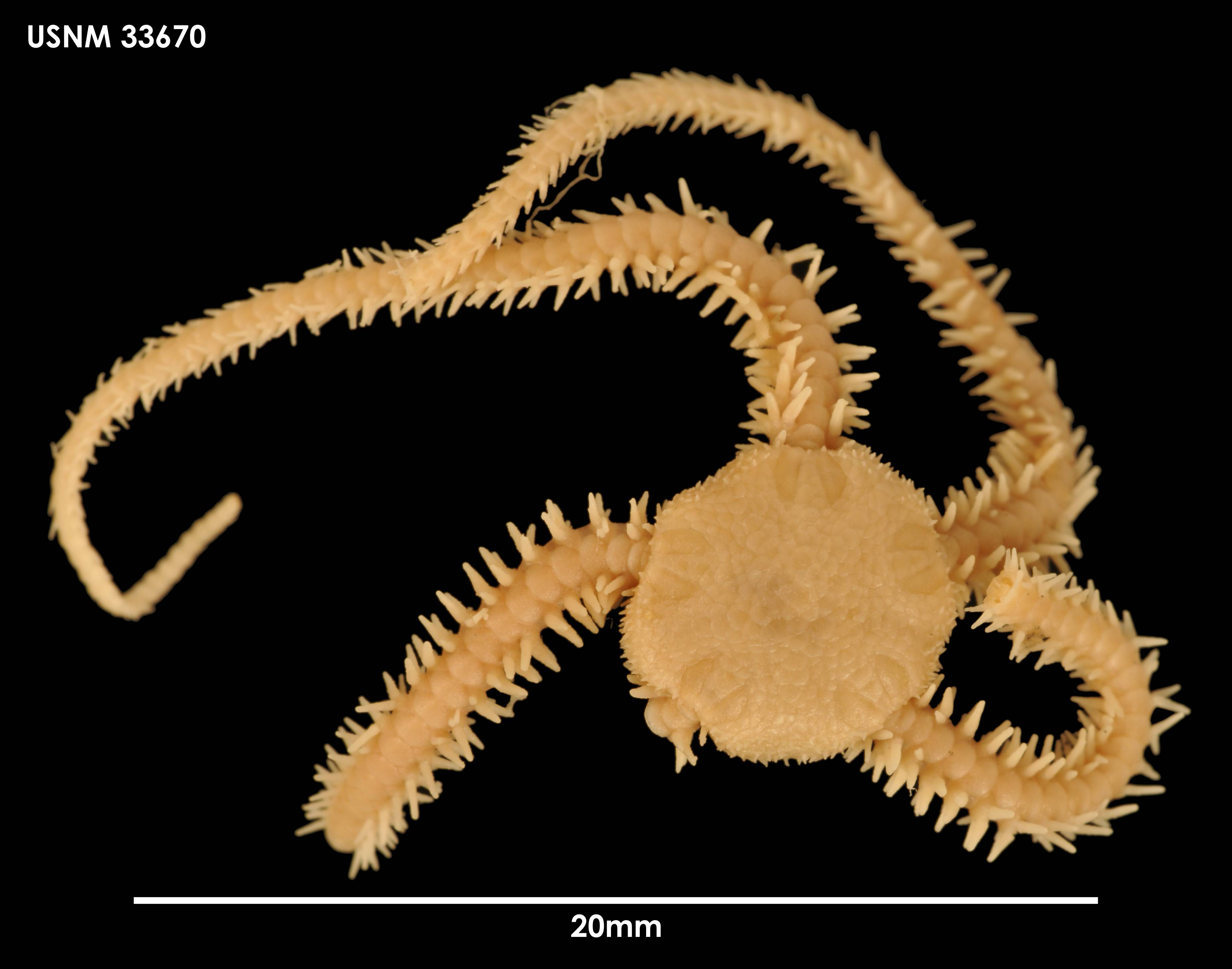
Ophiactis asperula
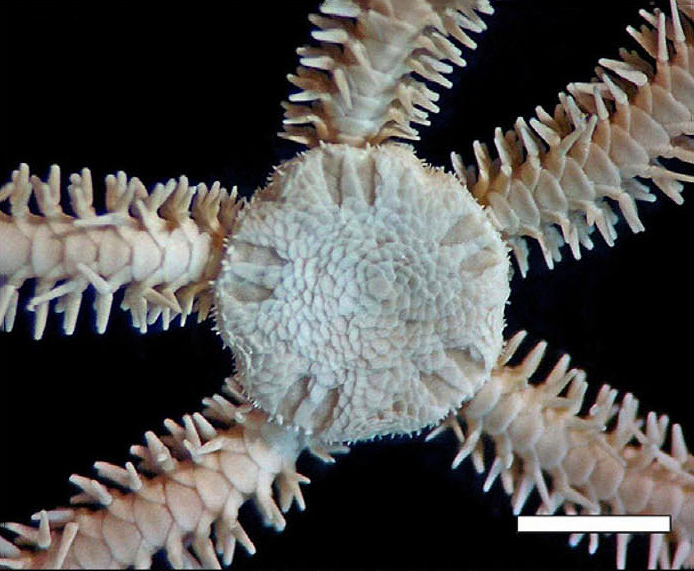
Ophiactis balli
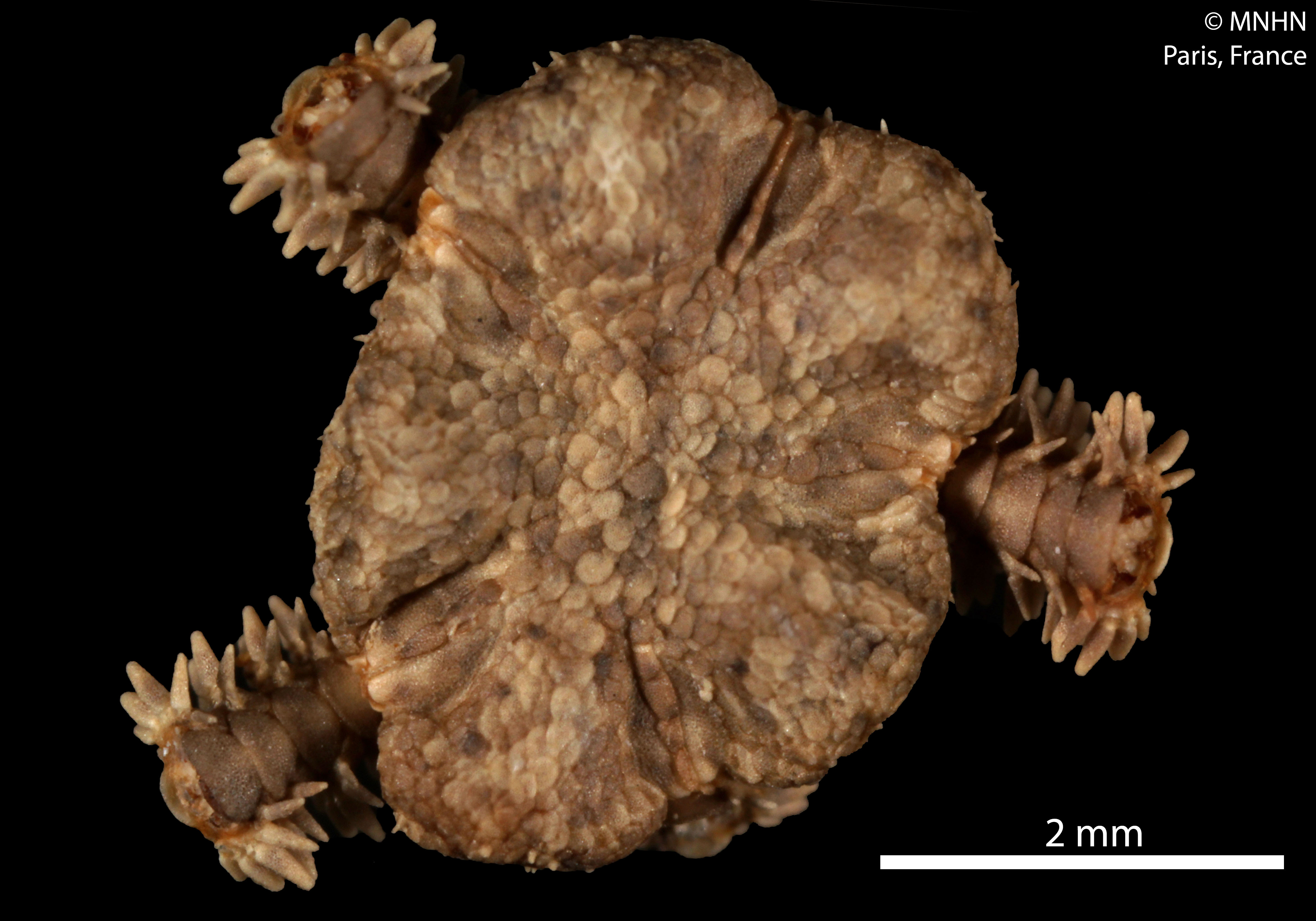
Ophiactis crosnieri
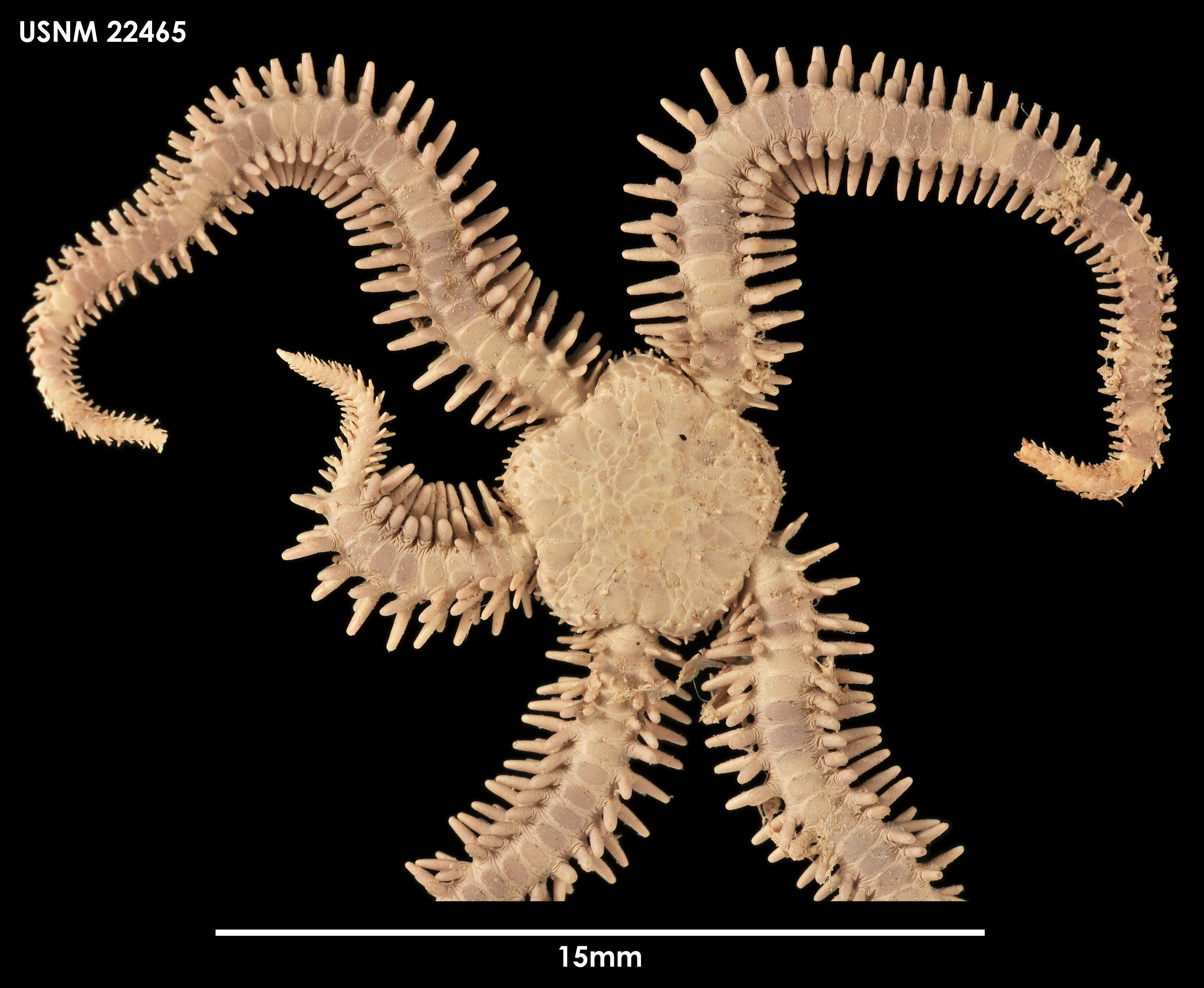
Ophiactis kroyeri
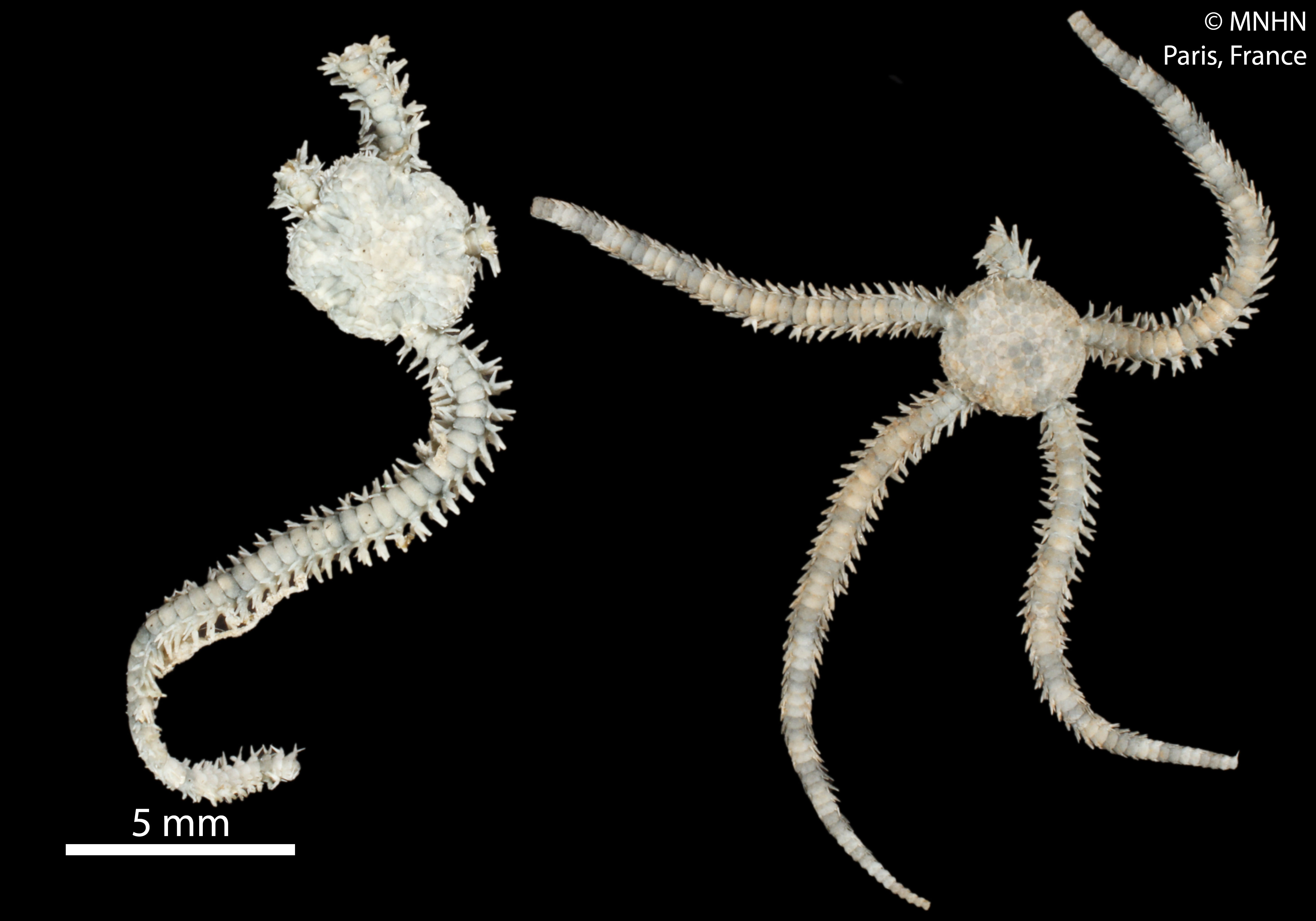
Ophiactis luetkeni
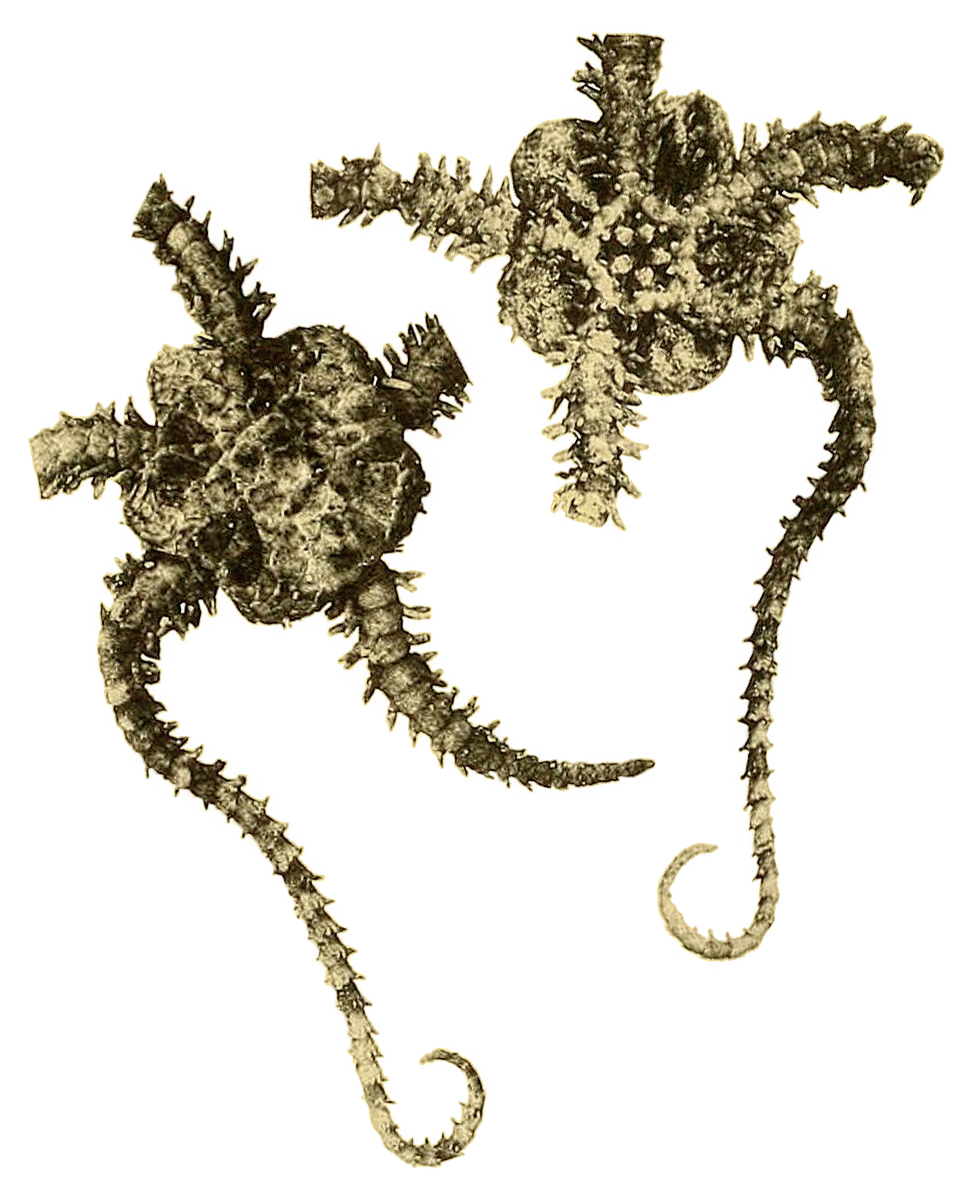
Ophiactis luteomaculata
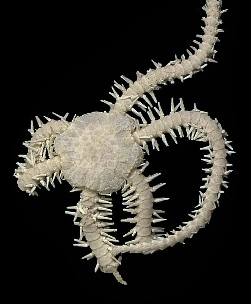
Ophiactis lymani
Ophiactis macrolepidota
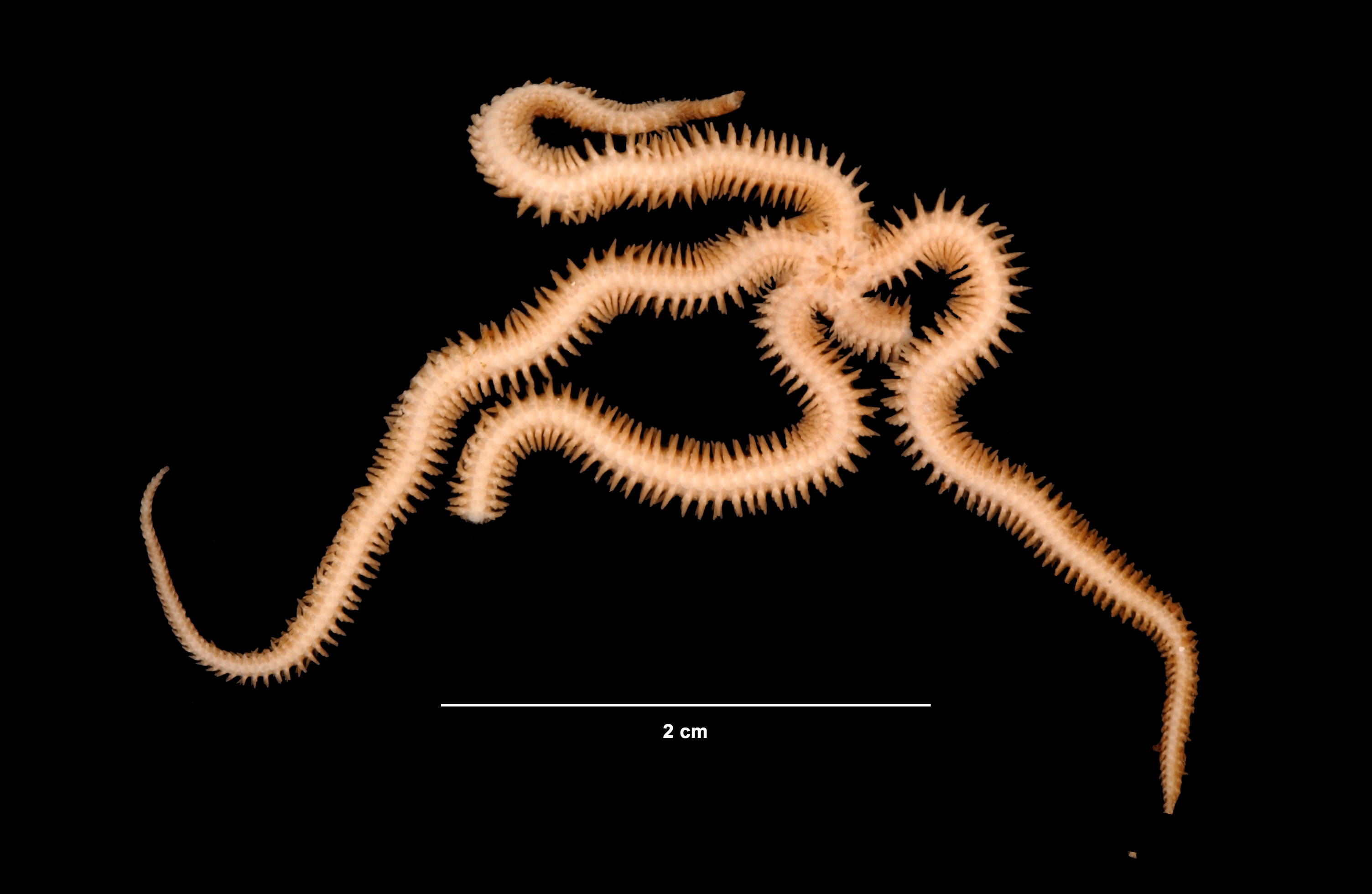
Ophiactis muelleri
Ophiactis nidarosiensis
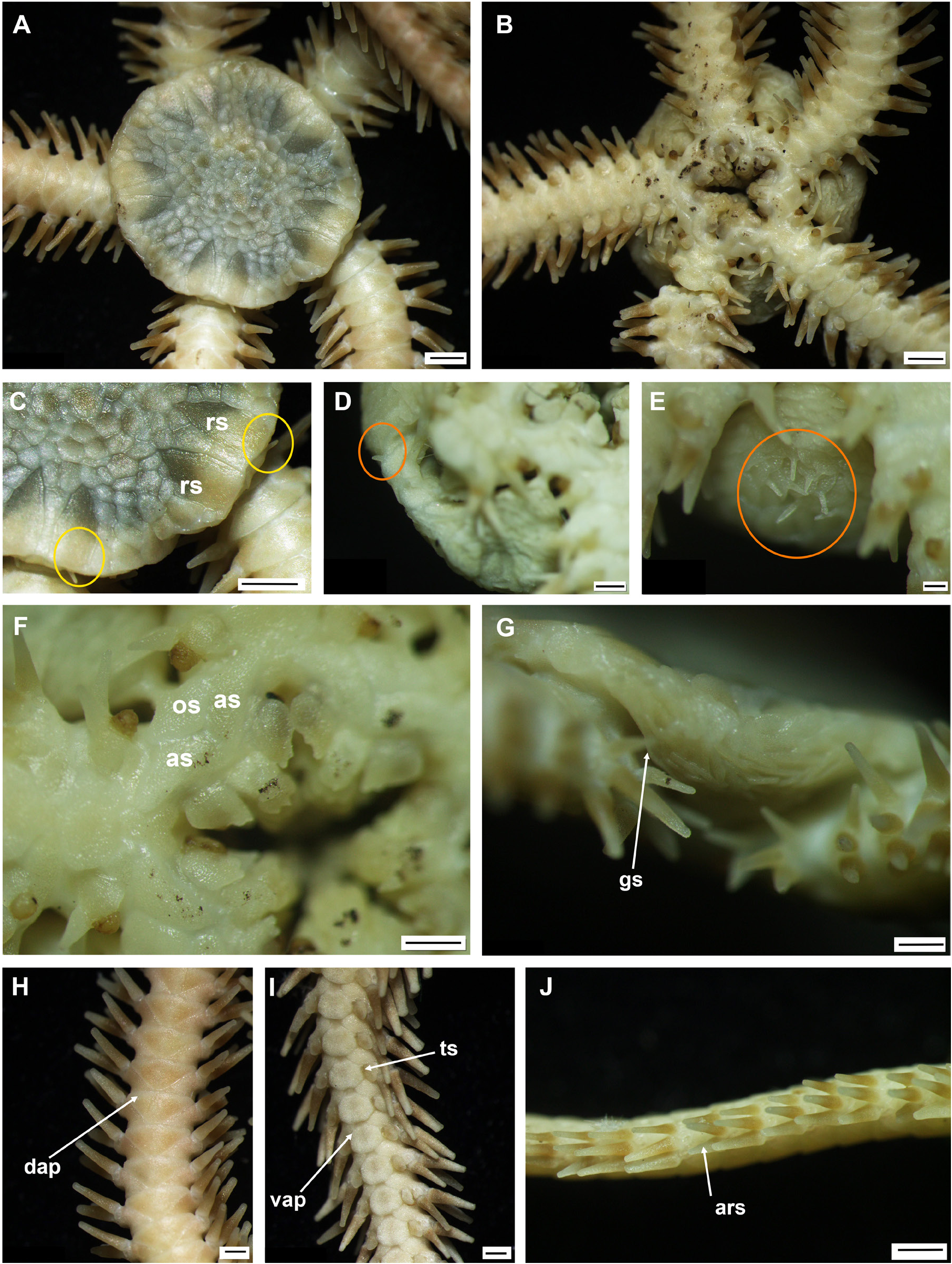
Ophiactis cf. perplexa
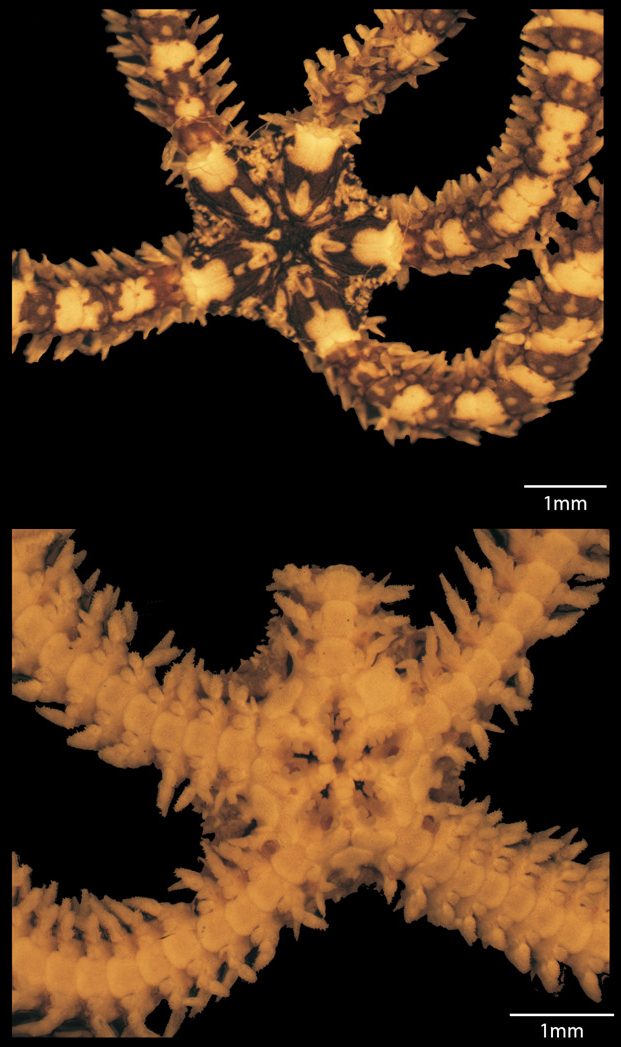
Ophiactis picteti
Ophiactis profundi
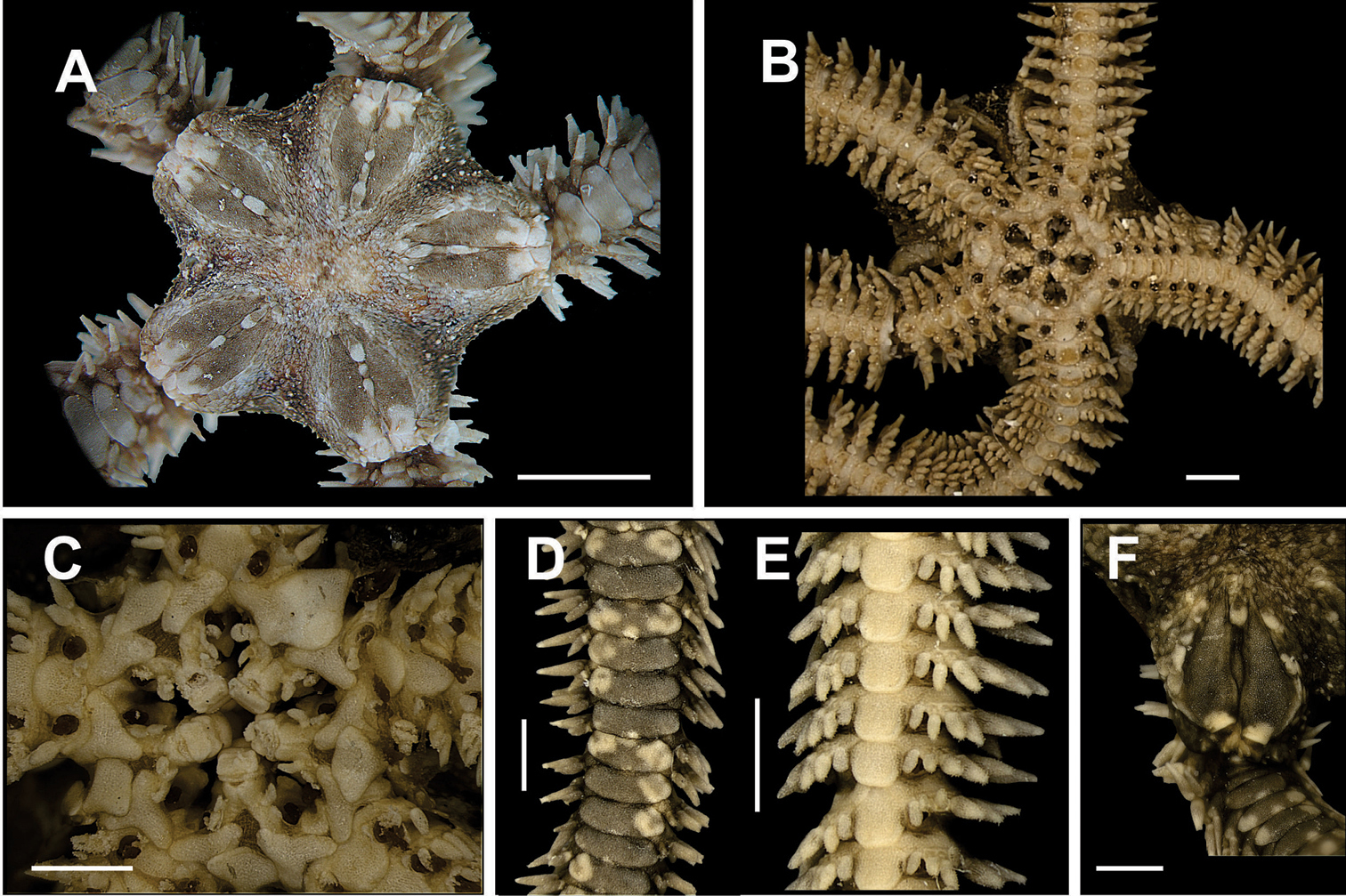
Ophiactis quinqueradia
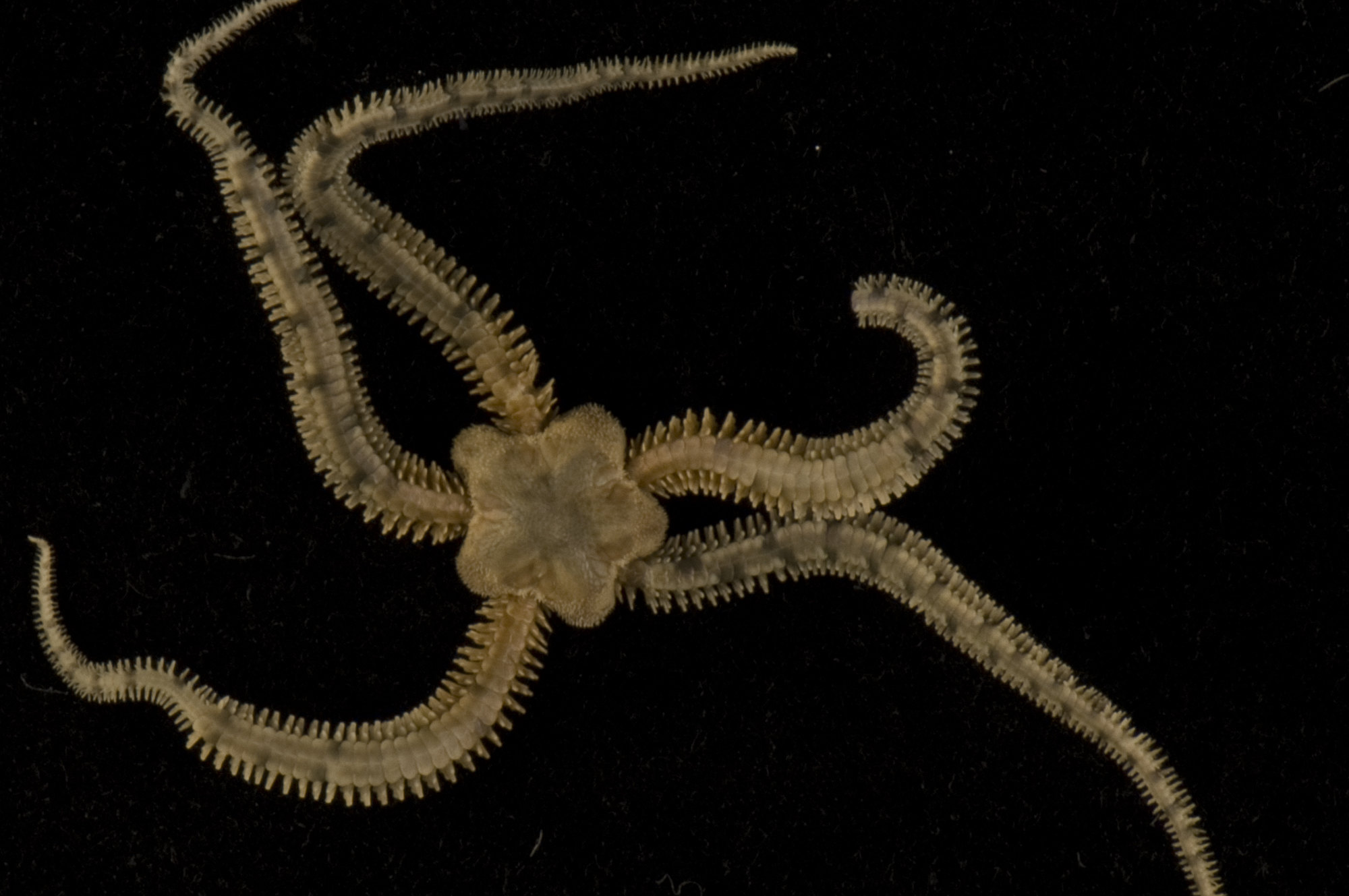
Ophiactis resiliens
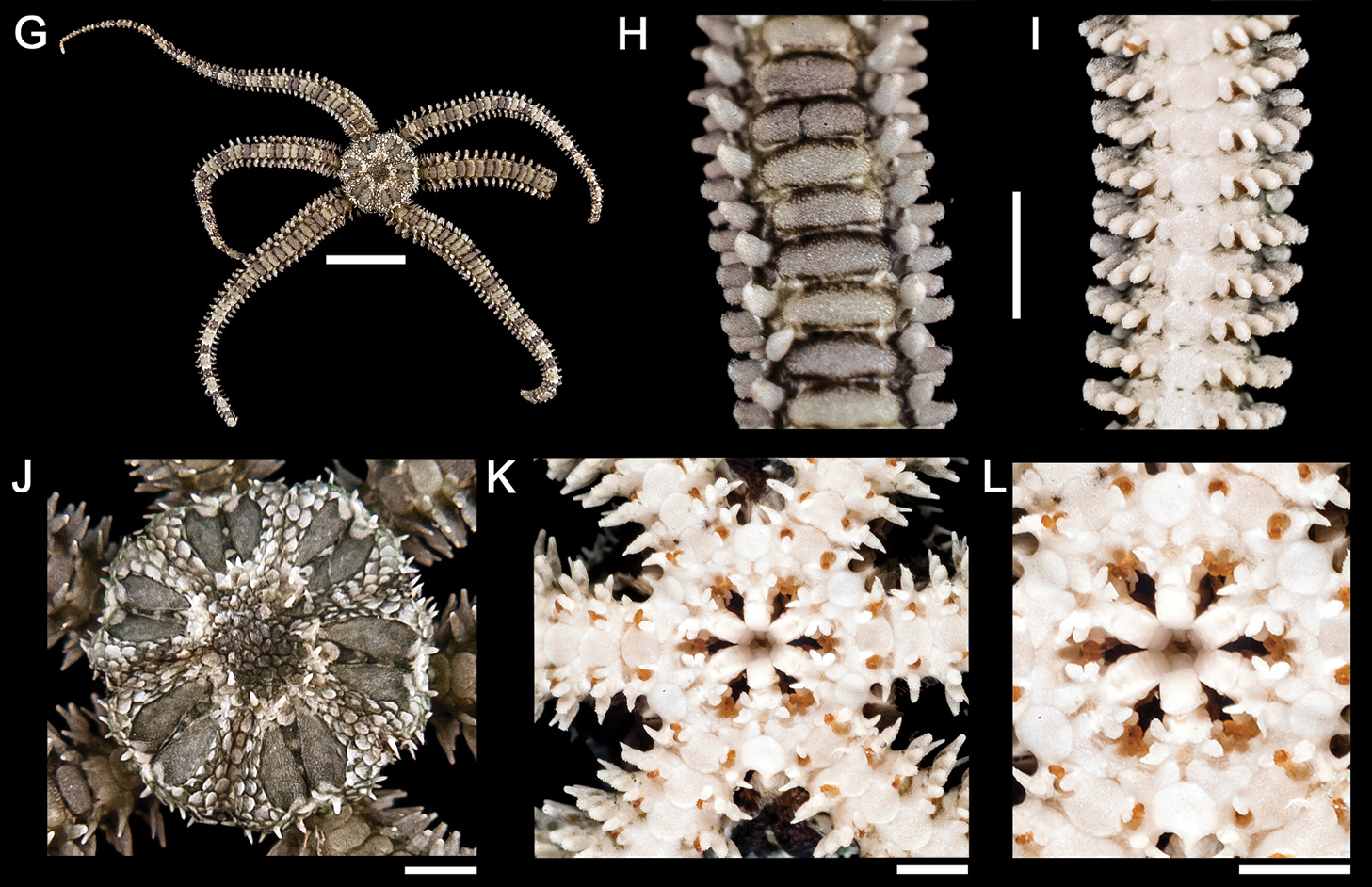
Ophiactis savignyi
Ophiactis seminuda
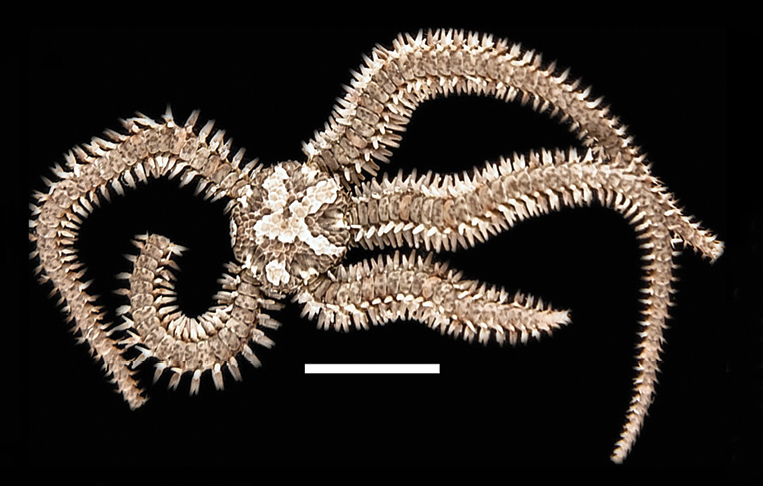
Ophiactis simplex
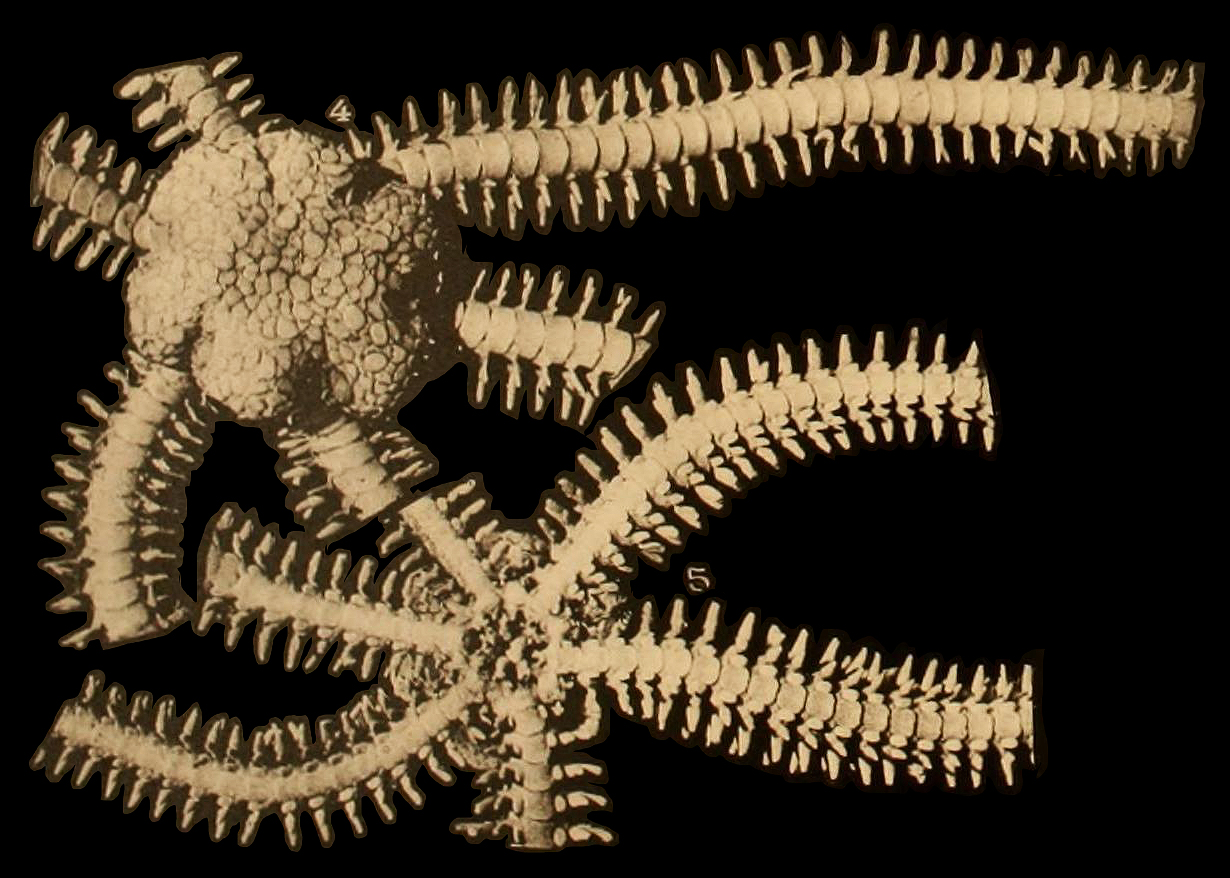
Ophiactis virens